# 大矢敏行
大矢 敏行（おおや としゆき、1937年 - ）は、日本の教育者。学校法人大矢学園創立者。前・代々木ライブアニメイション代表取締役。

## 概要
茨城県生まれ。
茨城県立水戸第一高等学校→千葉大学卒業後、東映に入社し、深作欣二に師事。
実写映画・合作アニメに携わったのち、1970年にアニメの通信教育を手がける民話社を設立するも、1974年に倒産。
その後、1977年に株式会社代々木ライブアニメーションを興し、代々木マンガ教室（後の代々木アニメーション学院）を開設。
数多くのクリエイターを輩出する業界最大手の専門校にのし上げたが、過大な広告費に加え、類似専門校の乱立による入学者減少から資金繰りが悪化し、2006年12月に民事再生法の適用を申請。時期を同じくして、代々木ライブアニメイションの代表取締役を引責辞任。

## 略歴
- 1937年 - 茨城県生まれ
- 1959年 - 千葉大学工学部映像科卒業、東映入社
- 1970年 - 民話社設立
- 1977年 - 代々木アニメーション学院開設
- 1996年 - 専修学校マルチメディアアート学園開設

## 作品

### アニメーション
- 海底少年マリン（1967年、テレビ動画）脚本・絵コンテ・演出
- ほら男爵の冒険（1968年、オランダ合作アニメ）作画・演出
- しあわせの王子（1970年、民話社）企画・演出
- かぐや姫（1970年、民話社）企画・演出
- あかちゃんはどうしてうまれるの（1970年、民話社）企画・演出
- 青い鳥　ーチルチルとミチルー（1971年、民話社）企画・演出

### 実写映画
- 市場のしくみとはたらき（1966年、共立映画社）撮影
- 陸の交通＊江戸時代の交通（1966年、共立映画社）撮影
- こどものひ（1967年、共立映画社）撮影
- 海べの村 山の村（1967年、共立映画社）撮影
- 魚のからだ（1968年、共立映画社）撮影
- じゃがいものかんさつ（1968年、共立映画社）撮影
- 鳥の育ちかた（1968年、共立映画社）撮影
- レンズを通る光＊レンズ（1968年、共立映画社）撮影
- 都市の安全なくらし（1969年、共立映画社）撮影
- 町や村＊いろいろな町や村（1969年、共立映画社）撮影
- 薬品のとりあつかい方＊実験の基礎（1969年、共立映画社）撮影
- マンガ映画を作るお母さん（1970年、民話社）演出

## 著作（代々木アニメーション学院テキスト）
- 『アニメ&コミックのための自然現象創画』（1983年）
- 『アニメ&コミックのための人間創画』（1990年）
- 『エライ人!エジソンは本当に映画の発明者?』（1991年）
- 『アニメ&コミックのための絵コンテ作法』（1994年）
- 『マンガ&アニメのための 4 コマ MANGA 作法』（1995年）
- 『アニメ&コミックのためのシナリオ初歩作法』（1996年）

など